# Обсерваторія Ніцци
Обсерваторія Ніцци (фр. Observatoire de Nice) — астрономічна обсерваторія, розташована у французькому місті Ніцца, посеред невеликого лісу на вершині гори Мон-Гро (Ніца) на висоті 370 м. Будівництво обсерваторії розпочате в 1878 році коштом банкіра й філантропа Рафаеля-Луї Бішоффсгайма. Архітектором був Шарль Гарньє, а головний купол спроєктував Гюстав Ейфель. У 1886—1887 роках у куполі почав працювати 76-сантиметровий телескоп-рефрактор, який став найбільшим на той час рефрактором у світі, але 1889 року поступився 91-сантиметровому телескопу Лікської обсерваторії. Адміністративно обсерваторія входить до складу Обсерваторії Лазурного берега.

## Історія

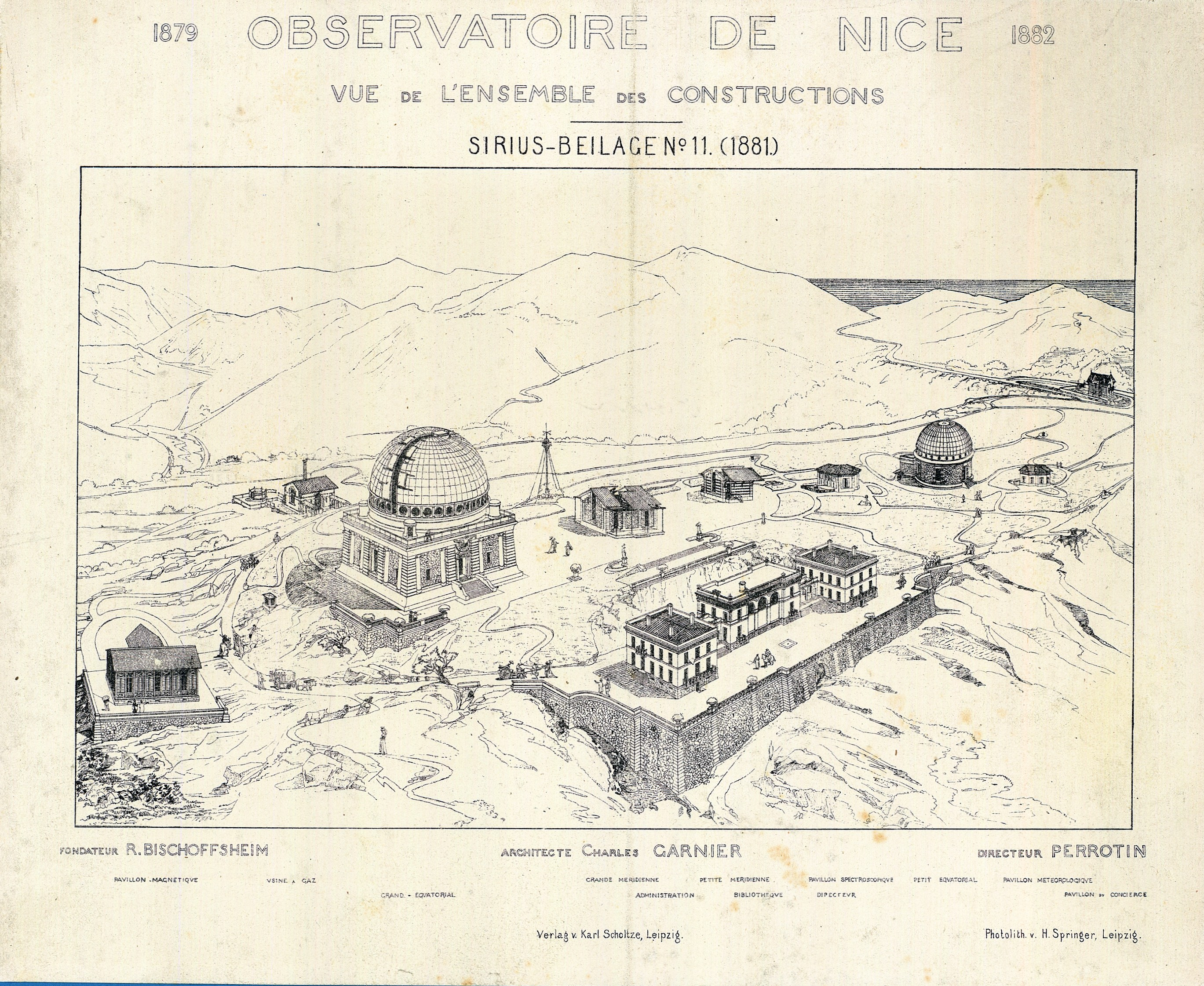
Малюнок обсерваторії, бл. 1881

Перші дослідження для будівництва обсерваторії розпочалися в 1878 році. Рафаель-Луї Бішоффсгайм, банкір, захоплений астрономією, придбав вершину гори Мон-Гро, щоб створити там обсерваторію. Він залучив свого друга Шарля Гарньє до керівництва архітектурним проєктом. Гарньє, спираючись на свої знання з ботаніки, спроєктував прекрасний ландшафтний дизайн. Обсерваторія містила 18 павільйонів, більшість з яких спроєктував Шарль Гарньє. Серед них будівлі великого екваторіального телескопа, малого екваторіального телескопа діаметром 50 см, який дозволив астроному Огюсту Шарлуа відкрити 140 астероїдів, нахиленого екваторіального телескопа, будівля великого меридіанного телескопа двома відкидними похилими дахами, та головний павільйон, у якому розміщувалися бібліотека та кабінети дослідників. Усі ці будівлі розташовані серед доріжок саду та оливкового гаю з 250 деревами, придбаними Гарньє.

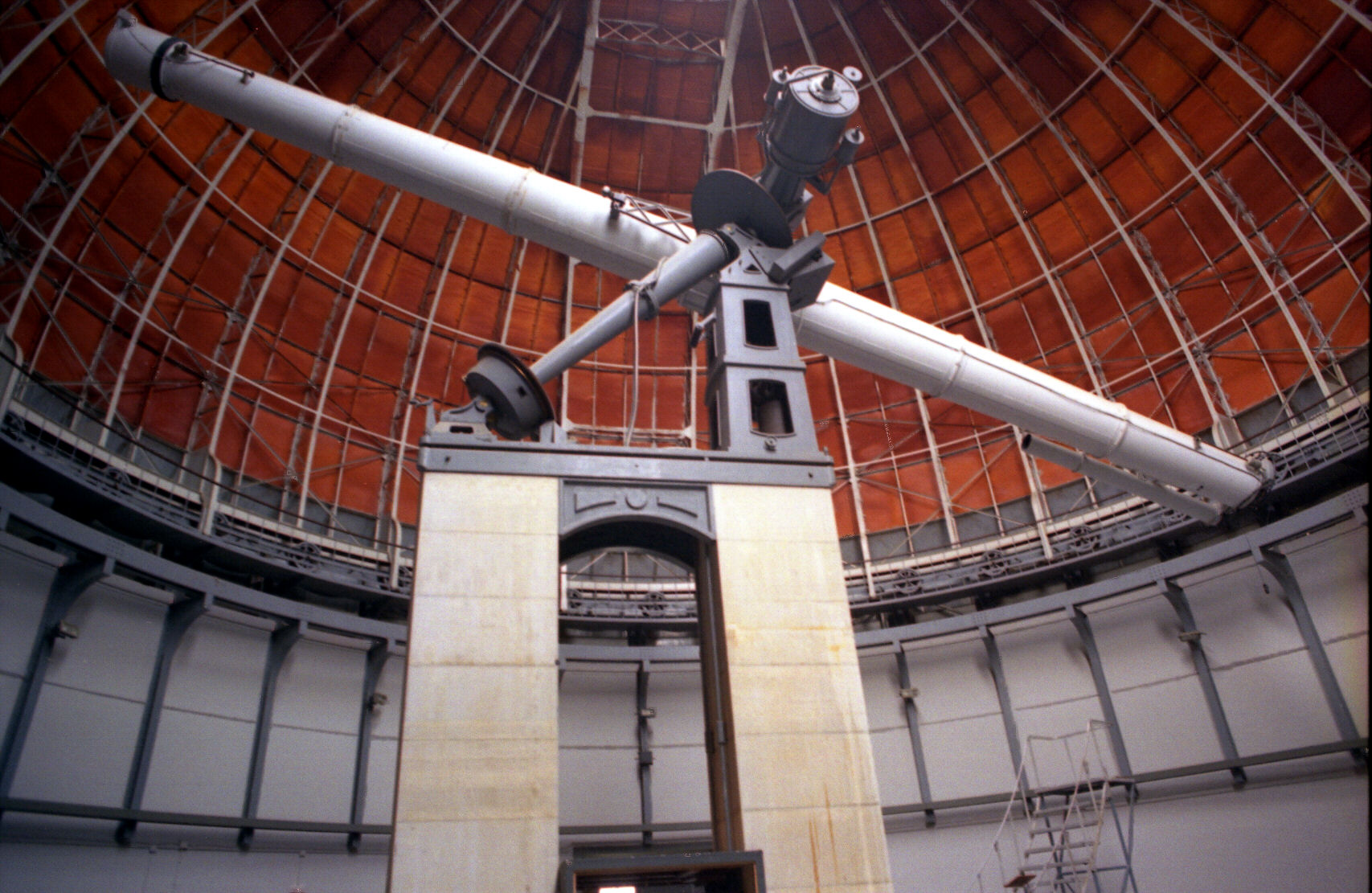
77-сантиметровий рефрактор, колишній найбільший рефрактор у світі

77-сантиметровий телескоп-рефрактор, виготовлений Аннрі та Готьє, почав працювати приблизно в 1886—1887 роках, ставши найбільшим на той час рефрактором у світі. Він мав трохи більшу апертуру, ніж 68-сантиметровий рефрактор у Віденській обсерваторії, завершений на початку 1880-х років. У 1889 році місце найбільшого рефрактора посів 91-сантиметровий телескоп Лікської обсерваторії.
У 1986 році обсерваторія Ніцци об'єдналася з Центром геодинамічних та астрометричних досліджень, утворивши обсерваторію Приморських Альп, яка в 1988 році стала Обсерваторією Лазурного берега. 1988 року територія обсерваторії була оголошена природною зоною, що становить екологічний, фауністичний і флористичний інтерес регіону Прованс-Альпи-Лазурний берег. 6 липня 1992 року обсерваторію частково оголосили історичною пам'яткою, а 24 жовтня 1994 року цей статус повністю надали будівлям, включно з різними телескопам. 1 березня 2001 року обсерваторія отримала позначку «Спадщина 20-го століття».

### Директори

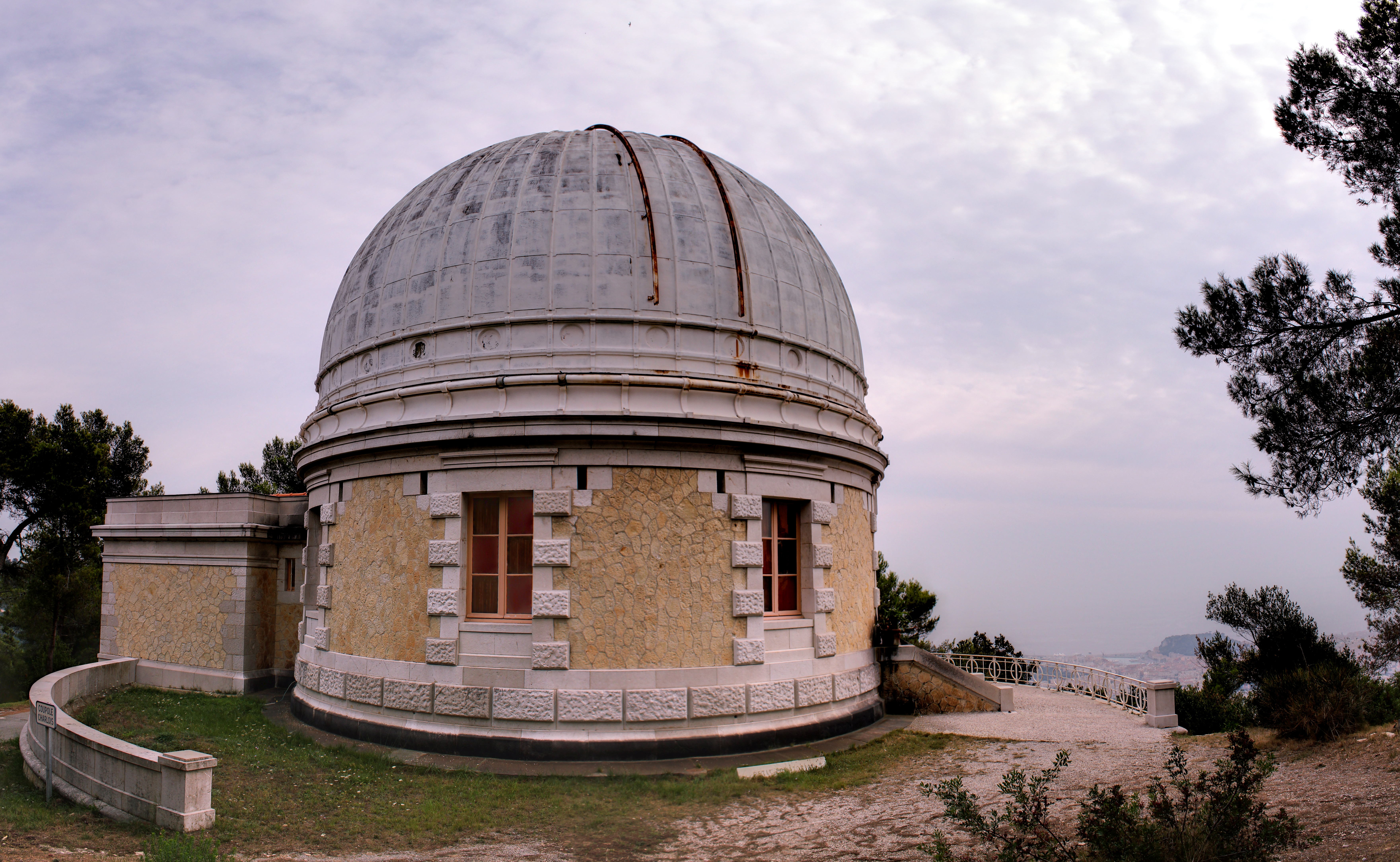
Купол одного з телескопів

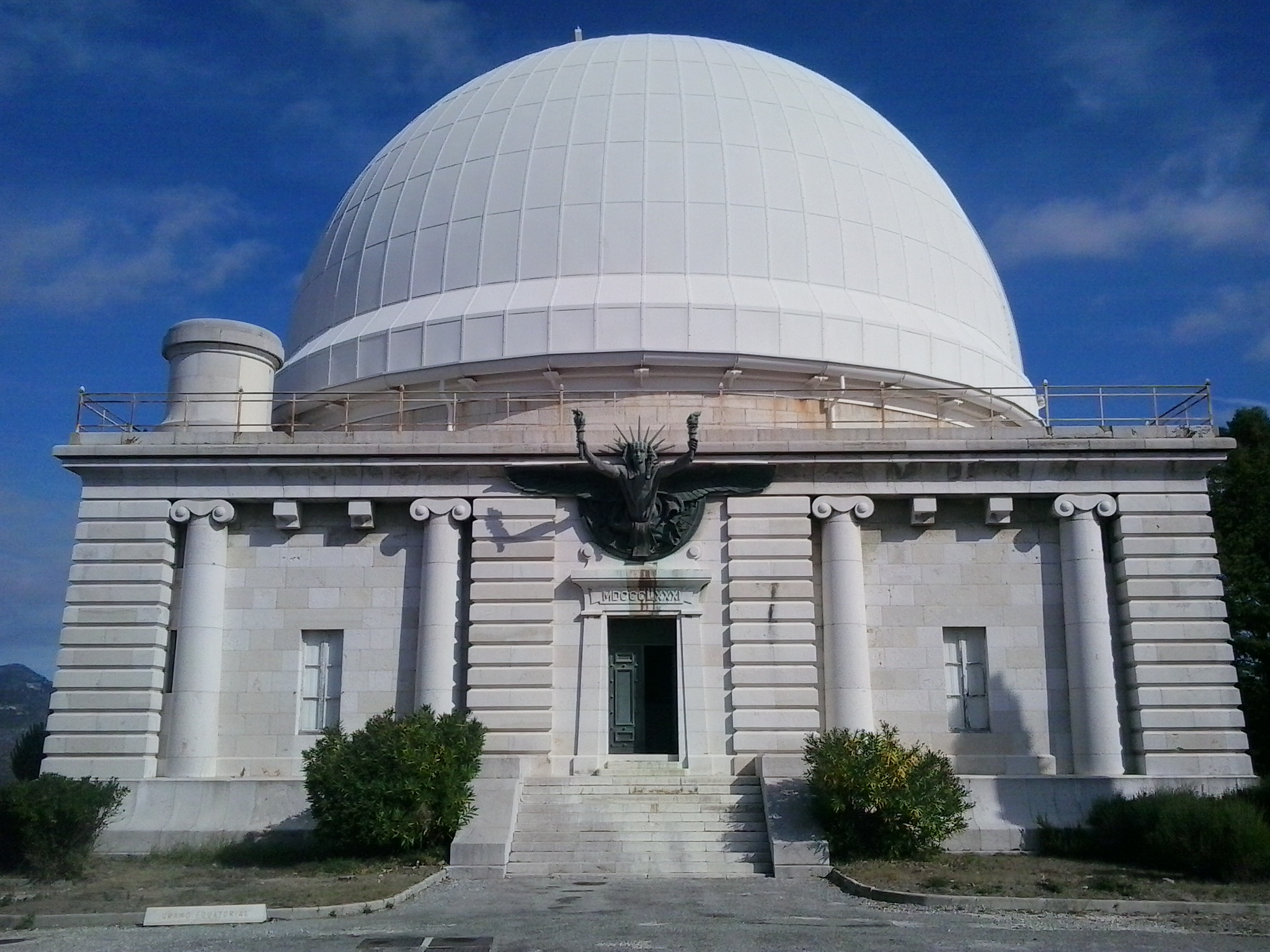
Головний купол обсерваторії

- Анрі Перротен[fr] з 1881 по 1904
- Леон Басо[fr] з 1904 по 1917
- Гастон Фає[fr] з 1917 по 1962
- Жан-Клод Пекер з 1962 по 1969
- Філіп Делаш з 1969 по 1972
- Жан-Поль Зан[fr] з 1972 по 1981
- Раймон Мішар[fr] з 1981 по 1989
- Філіп Делаш з 1989 по 1994
- Хосе Пачеко з 1994 по 1999
- Жак Колен з 1999 по 2009
- Фаррох Вакілі з 2009 по 2015
- Тьєрі Ланз з 2015 по 2021
- Стефан Мазеве з 2021

### Відомі співробітники
Огюст Шарлуа (1864—1910), працюючи в обсерваторії Ніци, відкрив багато нових астероїдів. Тут починав свою астрономічну кар'єру Анрі Кретьєн (1879—1956), винахідник конструкції телескопа Річі — Кретьєна. В обсерваторії працюють Патрік Мішель (нар. 1970), провідний учасник кількох наукових космічних місій, і Алессандро Морбіделлі (нар. 1966), один з провідних дослідників планетоутворення, творець моделі Ніцци для міграції планет у молодій Сонячній системі.

## Архітектура

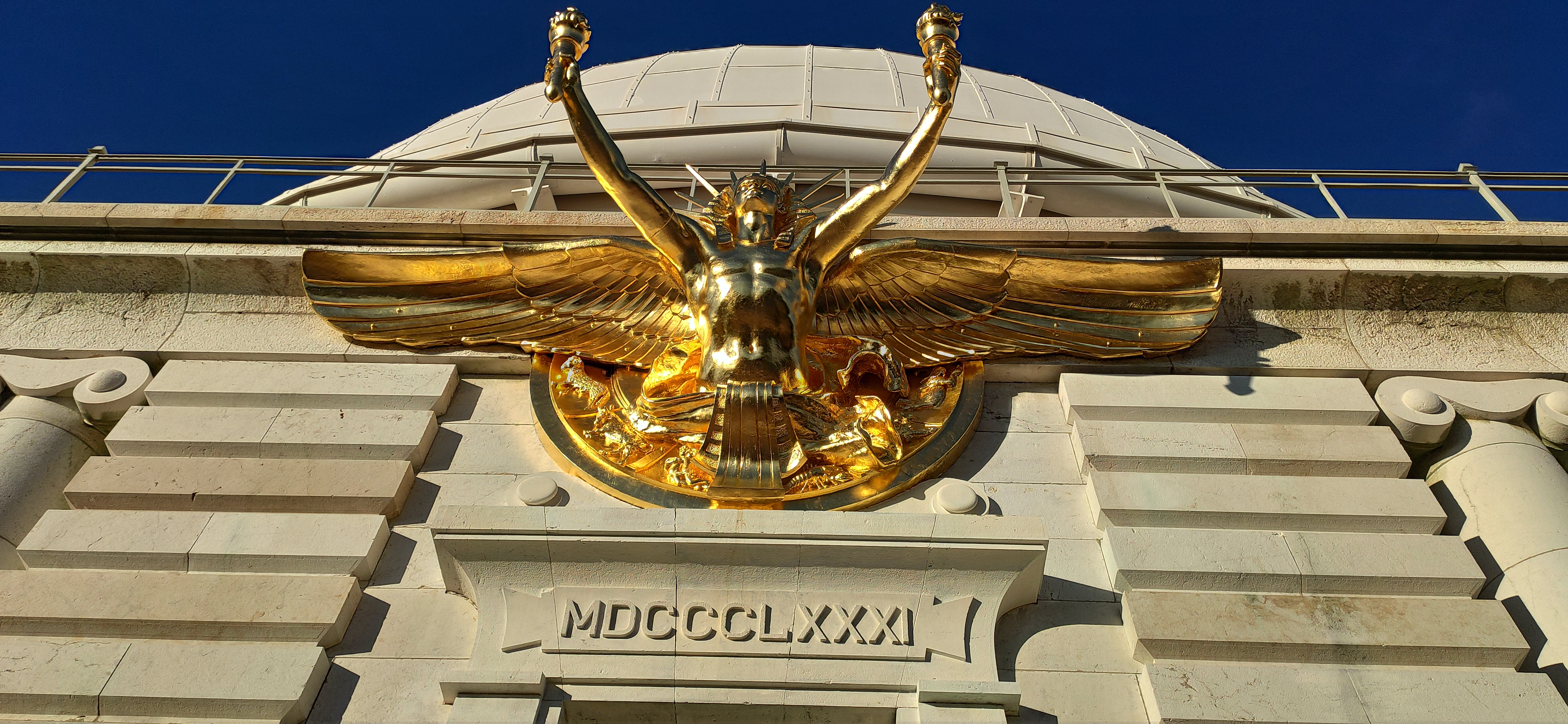
Позолочена скульптура «Аполлон виходить із Зодіаку»

Будівля великого екваторіального телескопа з великим куполом, виготовленим з тесаного каменю з Ла-Тюрбі, має квадратну основу, чотири ідеально симетричні фасади якої ідентичні та прикрашені чотирма іонічними колонами кожен. Основа будівлі є зрізаною пірамідаою, що нагадує форму єгипетської мастаби. Над цією основою знаходиться кругла стіна, яка підтримує купол. Його внутрішній діаметр становить 22,4 м, зовнішній — 23,9 м, а вага — майже 100 тонн. Спочатку купол переміщували за допомогою простої ручної лебідки, поки в 1888 році не встановили електродвигун.
Головний вхід увінчаний монументальною алегоричною статуєю, що зображує «Геній науки», також званий «Аполлон виходить із Зодіаку», виготовленою в 1884 році в майстернях Крістофля за проєктом скульптора Поля-Армана Баяра де ла Вентрі. Вона виготовлена з мідних листів у стилі, що запозичує символіку з єгипетського мистецтва. У 2022 році скульптуру повністю перезолотили, повернувши цим її первинний вигляд.

## В культурі
- Обсерваторія Ніцци була показана у фільмі 1999 року «Саймон Сез»[en].
- Обсерваторія була місцем зйомок головної сцени фільму Вуді Аллена 2014 року «Магія місячного сяйва».
- 7 травня 2021 року французький артист French79 записав в обсерваторії концерт, який транслювався на Arte Concert[9].
- У 2018 році екстер'єри перед великим куполом та великим меридіанним телескопом слугували фоном для музичного відео Анжелі «La Thune»[10].
- У 2022 році гурт «Hyphen Hyphen»[en], який походить з Ніцци, зняв в обсерваторії музичний кліп на пісню «Too Young»[11].